# Skorpiony
Skorpiony (Scorpiones) – rząd pajęczaków, obejmujący ponad 2000 opisanych gatunków. Występują od tropików i subtropików po część cieplejszej strefy umiarkowanej, od stref pływów po wysokie góry. Zdolne do hibernacji lub estywacji. Drapieżne. Mają prosomę nakrytą karapaksem, nogogłaszczki zakończone szczypcami, 4 pary odnóży krocznych oraz segmentowany odwłok, podzielony na szerszy przedodwłok i węższy zaodwłok. Przedodwłok wyposażony jest w wieczko płciowe, grzebienie i płuca blaszkowate, a zaodwłok zakończony jest telsonem z kolcem jadowym. Samice są żyworodne i opiekują się potomstwem, przynajmniej do pierwszej wylinki. Znane są gatunki zdolne do partenogenezy. Niektóre gatunki tworzą grupy rodzinne. W zapisie kopalnym znane od syluru i uznawane za pierwsze pajęczaki, które skolonizowały ląd.

## Budowa

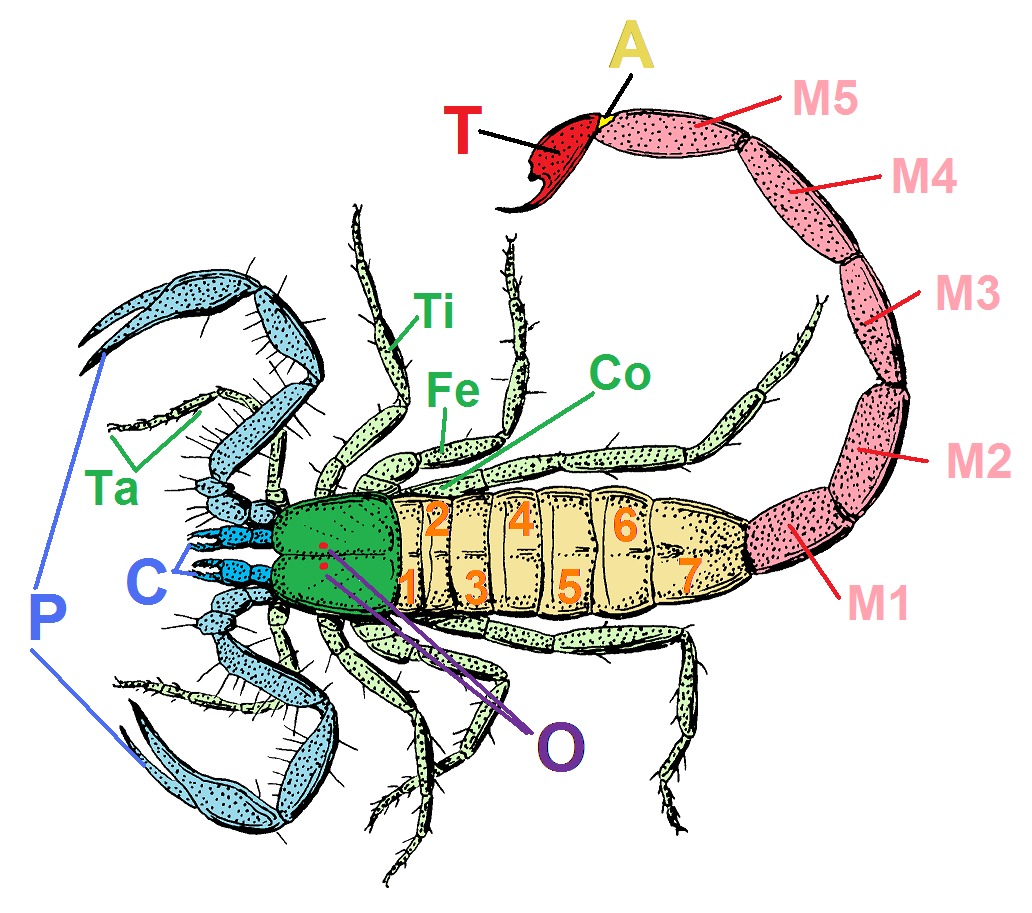
Budowa zewnętrzna skorpiona. Niebieski – odnóża głowowe: P – nogogłaszczki, C – szczękoczułki. Ciemnozielony – prosoma: O – oczy. Jasnozielony – odnóża kroczne: Ta – stopa, Ti – goleń, Fe – udo, Co – biodro. Żółty – przedodwłok. Różowy – zaodwłok. T (czerwony) – telson

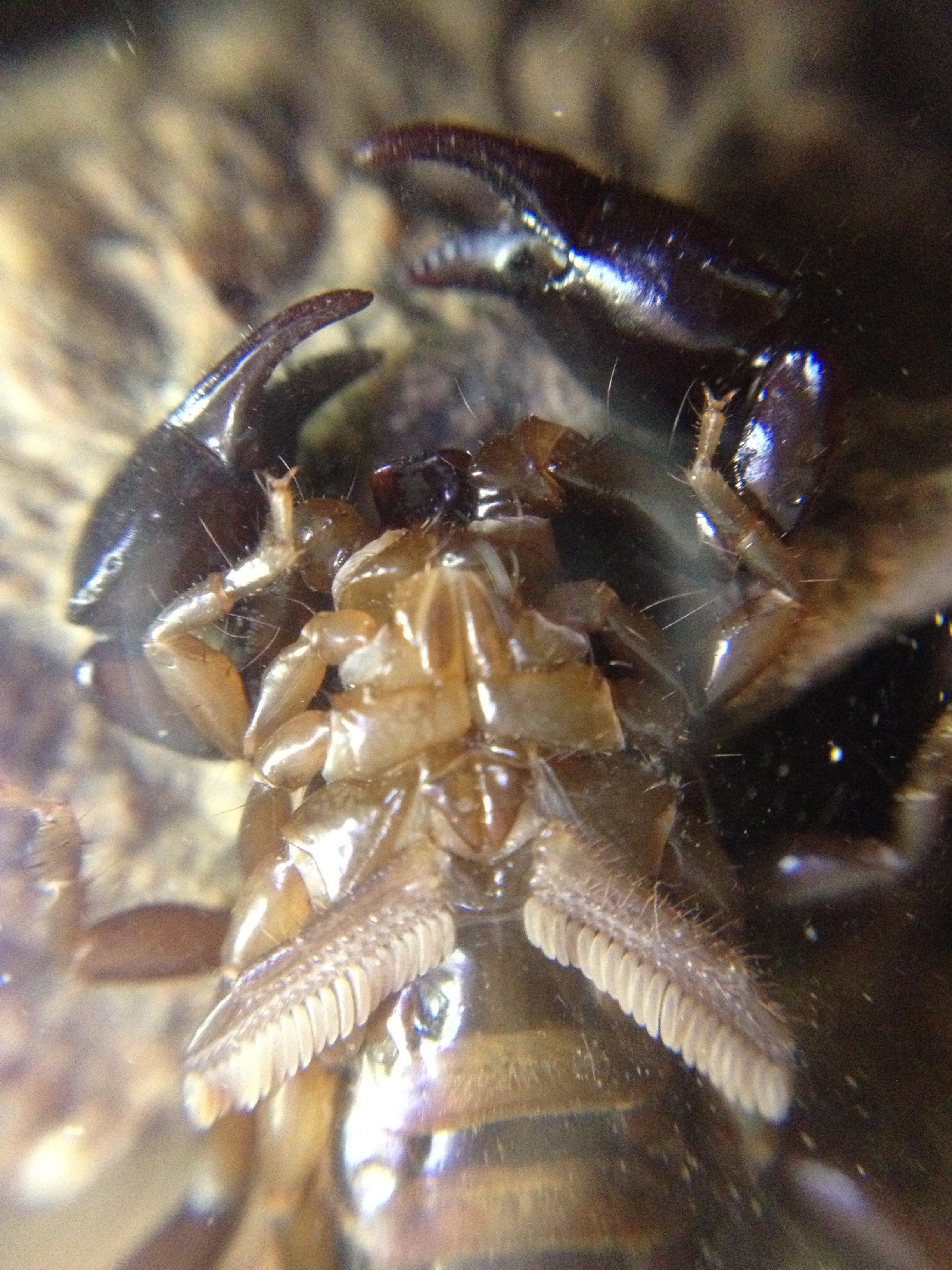
Spód ciała skorpiona: wyraźnie widoczne grzebienie, a przed nimi parzyste wieczko płciowe

Współczesne skorpiony osiągają długość ciała od 8,49 mm u dorosłych samców Typhlochactas mitchelli do ponad 200 mm u skorpiona cesarskiego, Hadogenes troglodytes i niektórych z rodzaju Heterometrus. W Księdze rekordów Guinnessa jako największego współczesnego skorpiona odnotowano Heterometrus swammerdami o długości około 23 cm. Długość wymarłych Brontoscorpio anglicus i Praearcturus gigas oszacowano na blisko metr. Masa współczesnych gatunków dochodzi do 50 g u ciężarnych samic skorpiona cesarskiego.
W ciele skorpiona można wyróżnić dwie tagmy: prosomę (głowotułów) i opistosomę (odwłok), przy czym na tę ostatnią składają się mesosoma (przedodwłok) i metasoma (zaodwłok). W wielu miejscach oskórka (np. na szczypcach nogogłaszczków) znajdują podłużne wyniosłości zwane kilami lub żeberkami (carinae).

### Prosoma
Prosomę buduje akron i 6 segmentów ciała (od III do VIII). Z wierzchu jest całkowicie nakryta karapaksem. Mniej więcej pośrodku grzbietowej części karapaksu znajduje się para oczu środkowych, a wzdłuż jego krawędzi przednio-bocznych rozmieszczone oczy boczne – po każdej stronie jest ich od 0 do 6 i niekiedy po jednej stronie jest o jedno oko więcej niż po drugiej. Niektóre taksony wymarłe miały oczy boczne złożone, u współczesnych wszystkie są pojedyncze. Spód prosomy, pomiędzy odnóżami, przykrywa sternum o różnorodnym kształcie.
Na pierwszym segmencie prosomy osadzone są trójczłonowe i zakończone szczypcami szczękoczułki, a na kolejnym sześcioczłonowe i również zakończone szczypcami nogogłaszczki. Kolejne człony nogogłaszczek to: biodro, krętarz, udo, rzepka, goleń i stopa. Goleń tworzy nasadę szczypców oraz ich nieruchomy palec, natomiast stopa to palec ruchomy. Nogogłaszczki służą chwytaniu ofiary, obronie, walce między samcami oraz przytrzymywaniu samicy, a dzięki licznym trichobotriom pełnią też funkcje zmysłowe.
Cztery pary odnóży krocznych osadzone są na segmentach od V do VIII, każda składa się z biodra, krętarza, uda, rzepki, goleni i dwuczłonowej stopy (basitarsus i telotarsus) zwieńczonej apotelem, który wyposażony jest w pazurek środkowy (dactylus) i dwa boczne (ungues). Endyty bioder dwóch początkowych par (gnathocoxae) służą żuciu i wraz z biodrami nogogłaszczków i szczękoczułkami budują przedsionek gębowy.

### Opistosoma
Dziewiąty segment ciała występuje tylko w rozwoju zarodkowym. Później opistosoma jest złożona z dwunastu segmentów.
Przedodwłok jest szerszy i (z wyjątkiem embrionów) 7-segmentowy, a ostatni jego segment zwęża się ku węższemu zaodwłokowi. Każdy segment przedodwłoku ma na stronie grzbietowej płytkę zwaną tergum, a segmenty od trzeciego do siódmego mają też płytki na stronie brzusznej – sternity (niektóre gatunki kopalne miały jednak więcej niż 5 sternitów). Na pierwszym segmencie, pośrodku od strony brzusznej (u podstawy grzebieni) znajduje się parzyste wieczko płciowe, pod którym znajdują się ujścia otworów płciowych. Na drugim segmencie przeodwłoka znajduje się para grzebieni, które są narządami zmysłów charakterystycznymi tylko dla skorpionów. Każdy składa się z 3 blaszek (lamelli) krawędziowych i różnej liczby blaszek środkowych (czasem nieobecnych) i zębów. Położone na nich włoski pełnią funkcję mechano– i chemoreceptorów. Na segmentach od trzeciego do szóstego znajdują się połączone z płucami blaszkowatymi przetchlinki. Zarówno wieczka, grzebienie jak i płuca są przekształconymi odnóżami.
Zaodwłok składająca się z pięciu segmentów, oraz telsona, który nie jest rozważany jako regularny segment. Na końcu V segmentu znajduje się odbyt. Telson dzieli się na bulwowaty vesiculus i igłowaty kolec jadowy (aculeus). We wnętrzu telsonu znajduje się para gruczołów jadowych, uchodzących wspólnie na kolcu.

### Budowa wewnętrzna

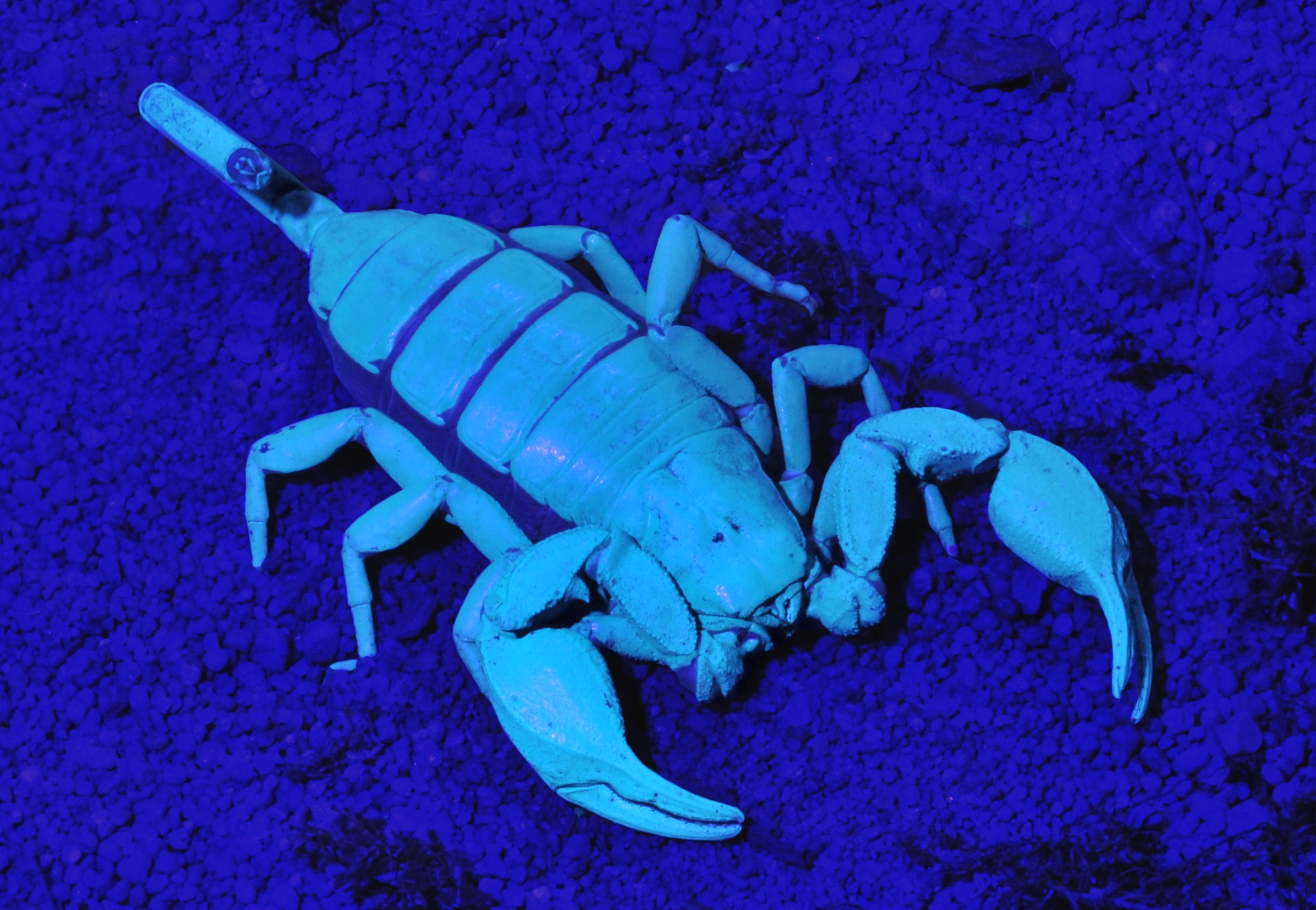
Skorpion włoski w świetle ultrafioletowym

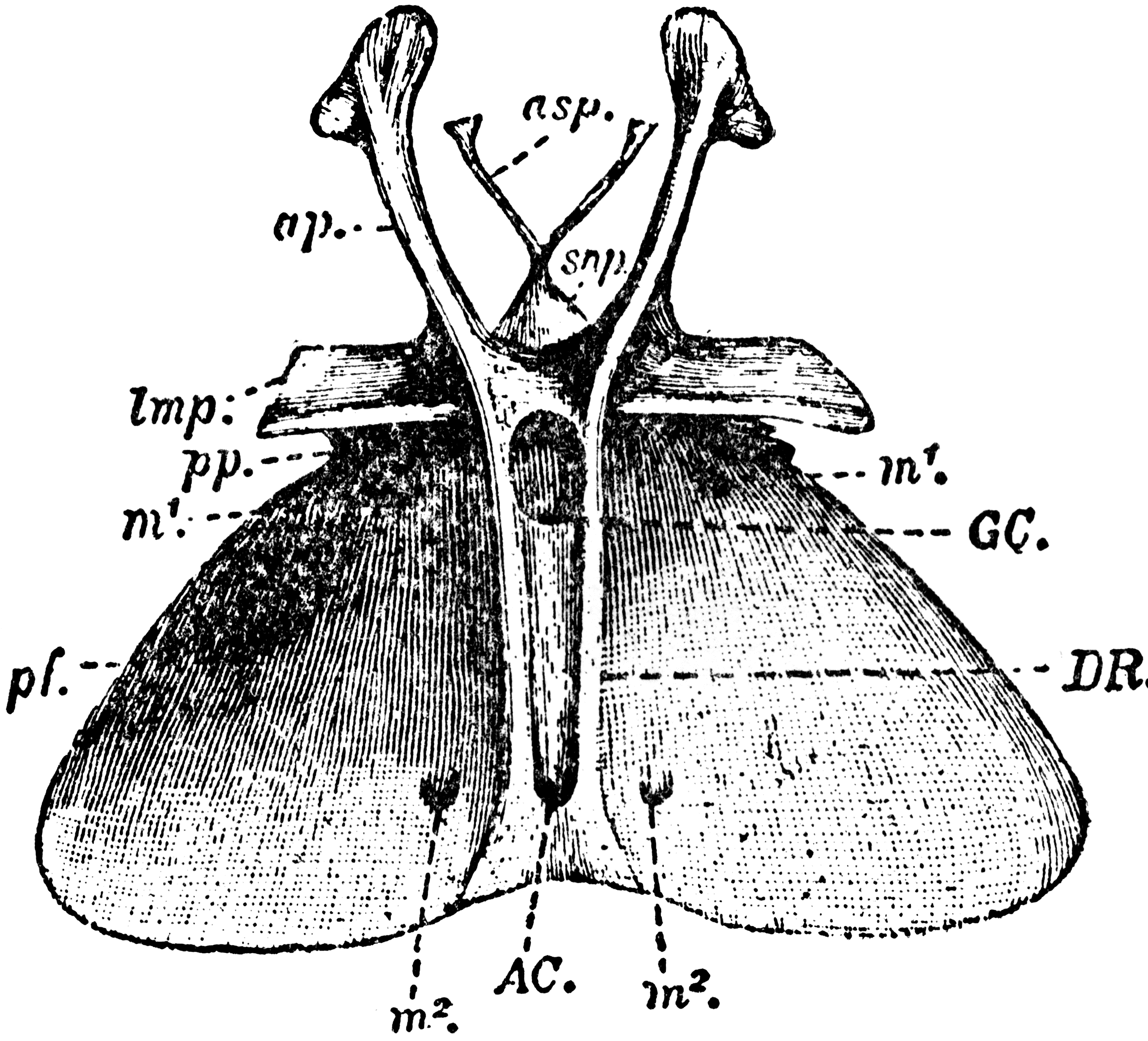
Endosternum Palamnaeus indus. Widok grzbietowy

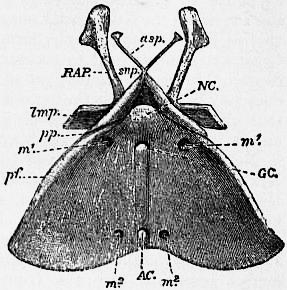
Endosternum Palamnaeus indus. Widok brzuszny

Ciało skorpiona pokrywa wielowarstwowy oskórek. W jego warstwie hialinowej, ale też w mezokutykuli znajdują się β-karbolina i 7-hydroksy-4-metylokumaryna. Związki te powodują niebieskozieloną fluoryzację oskórka pod wpływem promieniowania UV, a efekt ten zachowuje się również w skamieniałościach. Fluoryzują również wylinki, podczas gdy świeżo wyliniałe skorpiony odzyskują pełną zdolność fluoryzacji dopiero po około 2 dobach. Funkcja tego zjawiska pozostaje nieznana. Nie wykazano, by skorpiony reagowały na fluoryzacje innych osobników. Inne hipotezy obejmują wabienie zdobyczy lub pozostałość ewolucyjną po dziennych przodkach, u których pełniłaby rolę ochrony przed słońcem.
Oprócz szkieletu zewnętrznego w ciele skorpiona występuje charakterystyczny szkielet wewnętrzny. Jedną z jego części jest para entapofiz, wyrastająca ku tyłowi z epistomu i przypominająca tentorium. Kolejną chrząstkopodobny endosternit o zanikłej budowie metamerycznej. Leży on skośnie w tyle prosomy, w obrysie jest trójkątny i ma kilka parzystych wyrostków. Łączy się on z mięśniową przeponą dzielącą hemocel na część prosomalną i opistosomalną. Na układ mięśniowy składa się co najmniej 150 opisanych mięśni, a także ścięgna i więzadła.
Układ nerwowy jest skoncentrowany w prosomie. Od mózgu, powstałego z połączonych przedmóżdża i zamóżdża, odchodzą nerwy oczne, szczękoczułkowe i stomodealne. Zwój podprzełykowy powstaje ze złączonych 9 zwojów brzusznych: 5 prosomy i 4 mezosomy, a z mózgiem łączy się obrączką okołoprzełykową.
Oczy skorpionów mają pojedynczą warstwę komórek pigmentowych. Środkowe różnią się od bocznych powstawaniem z dwóch warstw podskórka i obecnością ciała szklistego. Oprócz oczu fotoreceptory znajdują się też w oskórku zaodwłoka. Do wykrywania dźwięków i ruchów powietrza służą trichobotria rozmieszczone na nogogłaszczkach. Mechanorecepcji służą też narządy szczelinowe na stopach. Liczne mechano- i chemoreceptory znajdują się na grzebieniach.
Układ pokarmowy składa się z przedsionka gębowego, gdzie pokarm jest wstępnie trawiony, gardzieli, której skurcze go zasysają, żołądka oraz jelita z licznymi uchyłkami, w których zachodzi dalsze trawienie i wchłanianie.
Otwarty układ krwionośny skorpionów cechuje złożona sieć naczyń tętniących. W świetle niektórych z nich biegną nerwy. Narządami oddechowymi są położone w segmentach III-VI opistosomy 4 pary płuc blaszkowatych. Blaszki są cienkościenne i umożliwiają dyfuzję tlenu do krążącej w ich świetle hemolimfy.
Narządami wydalniczymi są uchodzące na biodrach odnóży krocznych III pary gruczoły biodrowe, położone na granicy jelita środkowego i tylnego 2 pary cewek Malpighiego oraz nefrocyty.

## Rozród i rozwój

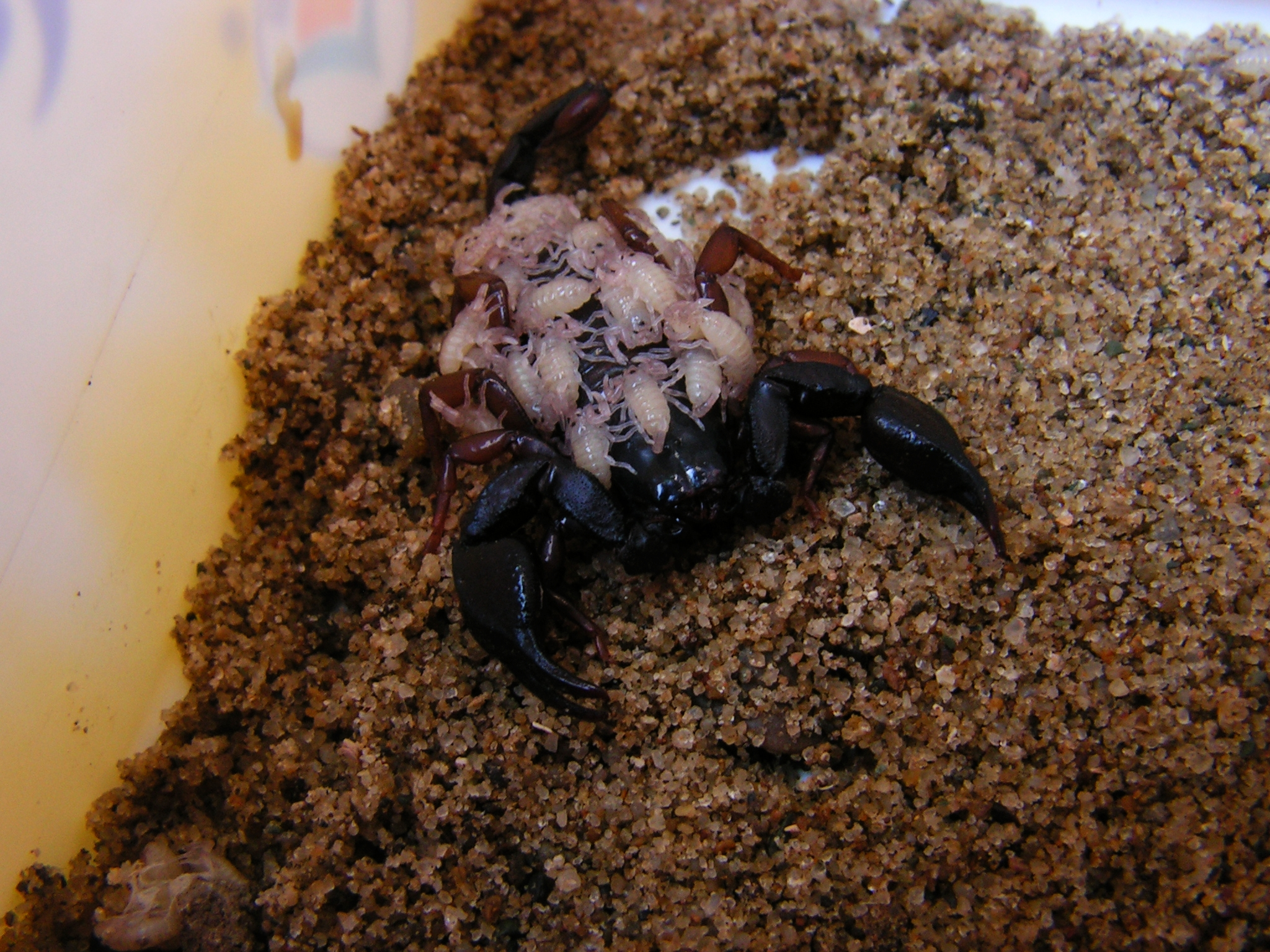
Samica skorpiona karpackiego z 10-dniowymi młodymi

Skorpiony są rozdzielnopłciowe, a niektóre mogą się rozmnażać przez partenogenezę. Samce składają na podłożu spermatofor, na który naprowadzają samicę. Zapłodnienie następuje w jajowodzie. Rozwój zarodkowy trwa 3–18 miesięcy, a embriony wytwarzają 2 błony płodowe: surowiczą i owodnię. W przeciwieństwie do większości pajęczaków skorpiony są żyworodne. Ich jaja są ubogie w żółtko, bruzdkują częściowo tarczowo, a zarodki odżywiają się poprzez "łożysko" w specjalnych uchyłkach macicy.

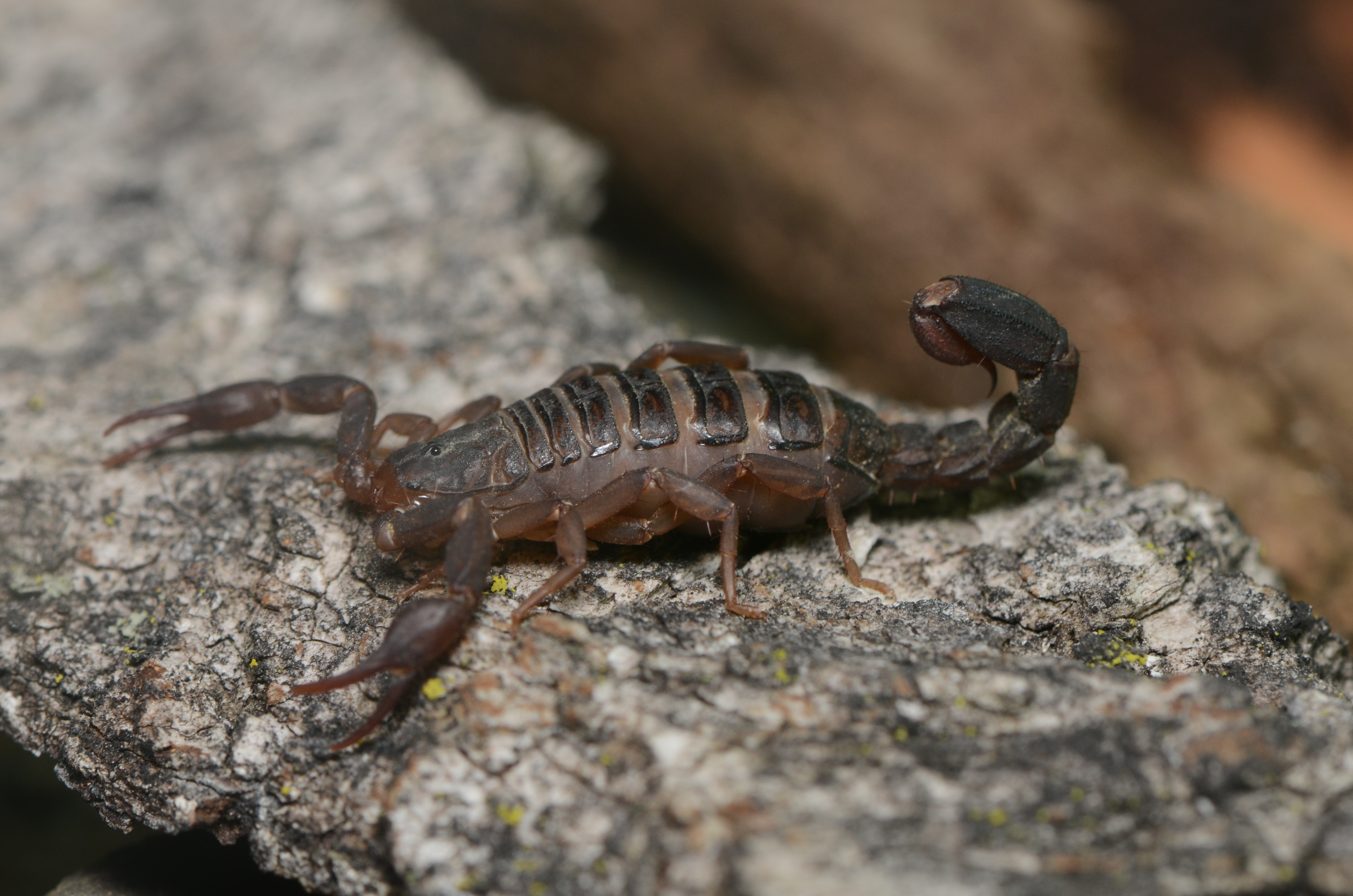
Ciężarna samica

Przed porodem samica unosi przód ciała i składa pod nim, w pobliżu wieczka płciowego, nogogłaszczki i dwie początkowe pary odnóży formując "koszyczek". Następnie wieczko unosi się i młode opuszczają pojedynczo otwór płciowy. Wkrótce potem młode wspinają się na grzbiet matki. Liczba młodych w miocie wynosi od 3 do 110. Samice niektórych gatunków mogą wydać 3–5 miotów po pojedynczej inseminacji, dzięki przechowywaniu plemników wtopionych w tkankę gruczołową ich dróg rodnych.
Młode pozostają na grzbiecie samicy do pierwszej wylinki (5 do 30 dni) i w tym czasie są przez samicę karmione. Później zwykle rozchodzą się i same zdobywają pokarm. W przypadku gatunków wykazujących zachowania społeczne (tworzących grupy rodzinne) młode mogą jednak pozostawać z samicą i innymi dorosłymi dużo dłużej, np. u skorpiona cesarskiego młode są karmione zarówno przez samce i samice nawet do 18 miesięcy. Cały rozwój pozazarodkowy trwać może od 7 do 85 miesięcy, a długość życia sięgać od 4 do 25 lat.

## Ekologia i występowanie
Pajęczaki te występują na wszystkich kontynentach z wyjątkiem Antarktydy. Zamieszkują głównie tropiki, subtropiki i część cieplejszej strefy umiarkowanej. Na półkuli północnej najliczniejsze są w strefie subtropikalnej, a naturalnie sięgają na północ do 50° N (Paruroctonus boreus w kanadyjskiej Albercie). Dalej na północ (nieco powyżej 51° N) występuje populacja Euscorpius flavicaudis – zawleczony w latach 60’ XIX wieku do Sheerness w Anglii, stworzył tam 5 kolonii. Inne miejsca w które skorpiony zostały zawleczone przez człowieka to m.in. Nowa Zelandia, Japonia i niektóre wyspy Oceanii.
Skorpiony zasiedlają szerokie spektrum habitatów. Spotkać je można na pustyniach, wśród skał, w ściółce, pod korą, w koronach drzew lasów tropikalnych, litoralu, strefach pływów, głębokich na 800 m jaskiniach oraz wysokich górach do 5500 m n.p.m.. Gatunki pustynne wytrzymują temperaturę 50 °C i utratę wody na poziomie 30%. Gatunki przeżywające pod śniegiem i wysokogórskie potrafią zapadać w hibernację. Inne zdolne są do estywacji.

## Ewolucja

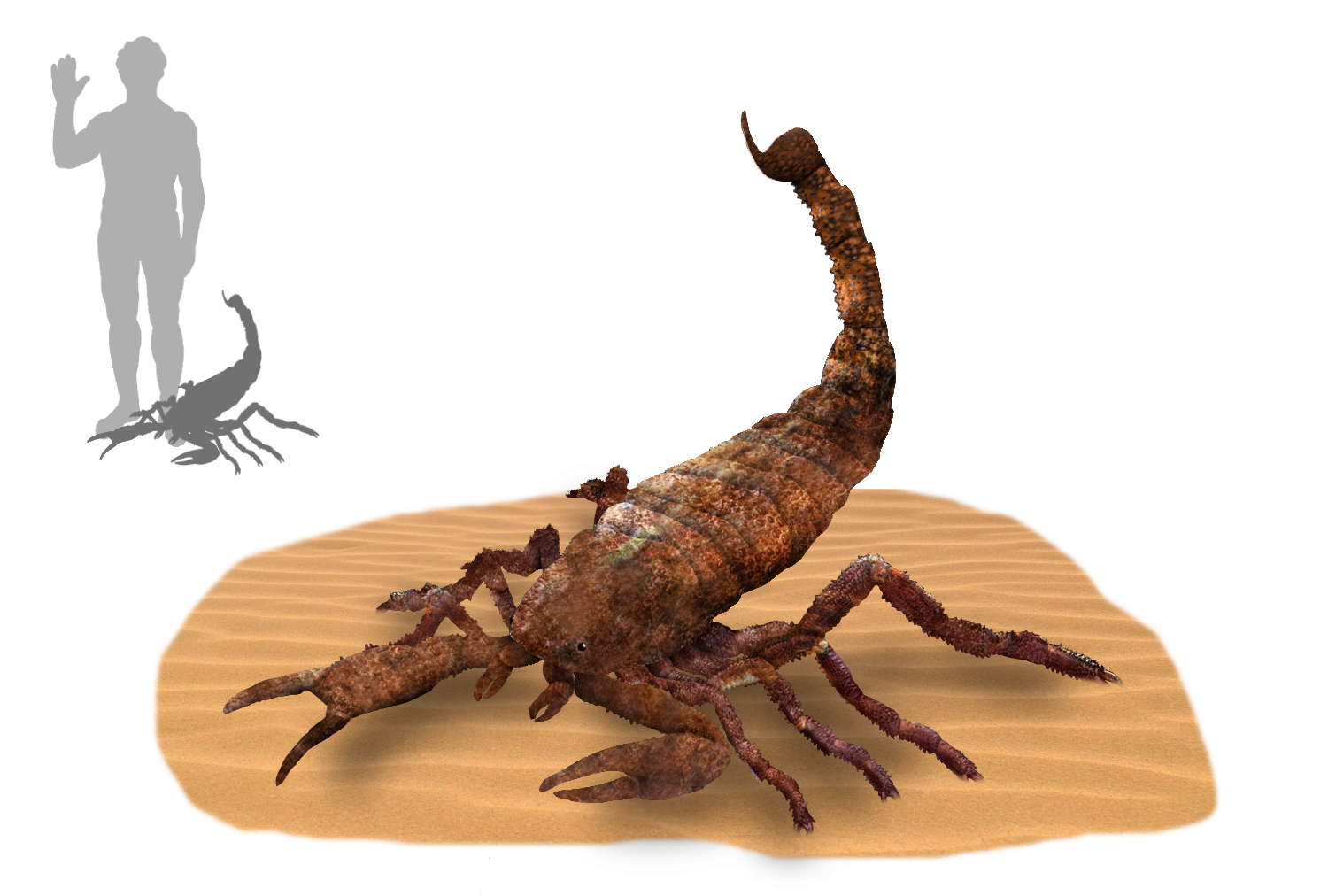
Brontoscorpio – wizja artystyczna i porównanie rozmiarów z człowiekiem

Zapis kopalny skorpionów należy do najbardziej kompletnych spośród pajęczaków i uznawane są one za pierwsze pajęczaki, które skolonizowały ląd. Najstarsze ich skamieniałości pochodzą z syluru, sprzed ponad 430 milionów lat, i są to również najstarsze szczątki pajęczaków. W sumie znanych jest ponad 100 gatunków fosylnych skorpionów, z czego zdecydowana większość pochodzi z paleozoiku. Przedmiotem kontrowersji pozostaje środowisko życia paleozoicznych skorpionów: wielu autorów uważa, że były to zwierzęta głównie morskie. Świadczyć o tym ma m.in. znajdywanie ich szczątków w osadach morskich oraz występowanie skrzeli. Związany z tym jest pogląd o niezależnej kolonizacji lądu przez skorpiony i pozostałe pajęczaki oraz o bliższym pokrewieństwie skorpionów z podobnymi budową wielkorakami. Współczesne analizy niektórych skamieniałości uważanych wcześniej za morskie, wskazują z większym prawdopodobieństwem na ich lądowy tryb życia. U żadnych skorpionów nie znaleziono struktur, które można by jednoznacznie zinterpretować jako skrzela, a u wcześniej opisanego jako morski Palaeoscorpius devonicus wykryto narządy, które mogą być płucotchawkami. Według autorów redeskrypcji został on raczej spłukany do morza niż je zasiedlał. Z drugiej strony opisany w 2015 Eramoscorpius brucensis jest według autorów gatunkiem wodnym, wychodzącym na płycizny lub odsłonięty ląd jedynie celem zrzucenia wylinki. Struktury oddechowe u paleozoicznych skorpionów są rzadko zachowane, a najstarsze okazy, które niewątpliwie miały płucotchawki pochodzą z wczesnego karbonu.
Na relacje siostrzane pomiędzy skorpionami a pozostałymi pajęczakami (Tetrapulmonata) wskazują prace filogenetyczne z 2010 i 2014 roku. Prace z 2006 i 2008 wykazały liczne podobieństwa pomiędzy płucotchawkami skorpionów i innych pajęczaków, wskazując, że mogą to być narządy homologiczne. Oznaczałoby to, że wspólny przodek skorpionów i pajęczaków był zwierzęciem przystosowanym do lądowego trybu życia. Nie wyklucza się też, że niektóre skorpiony mogły być wtórnie wodne, np. Waeringoscorpio.

## Systematyka

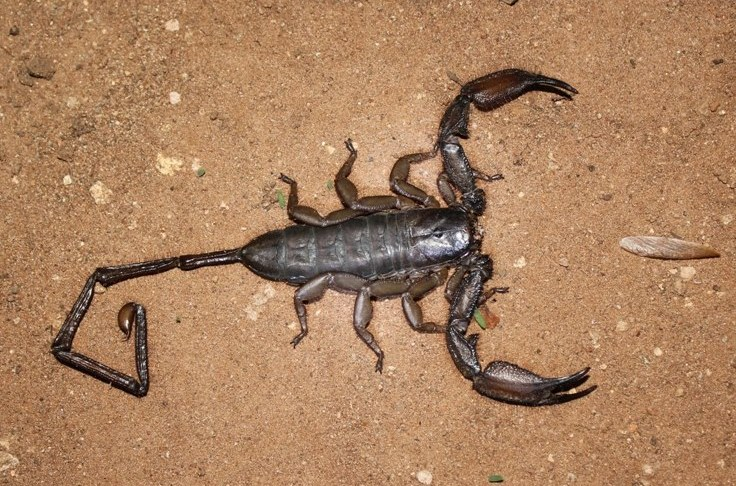
Hadogenes troglodytes z rodziny Hormuridae

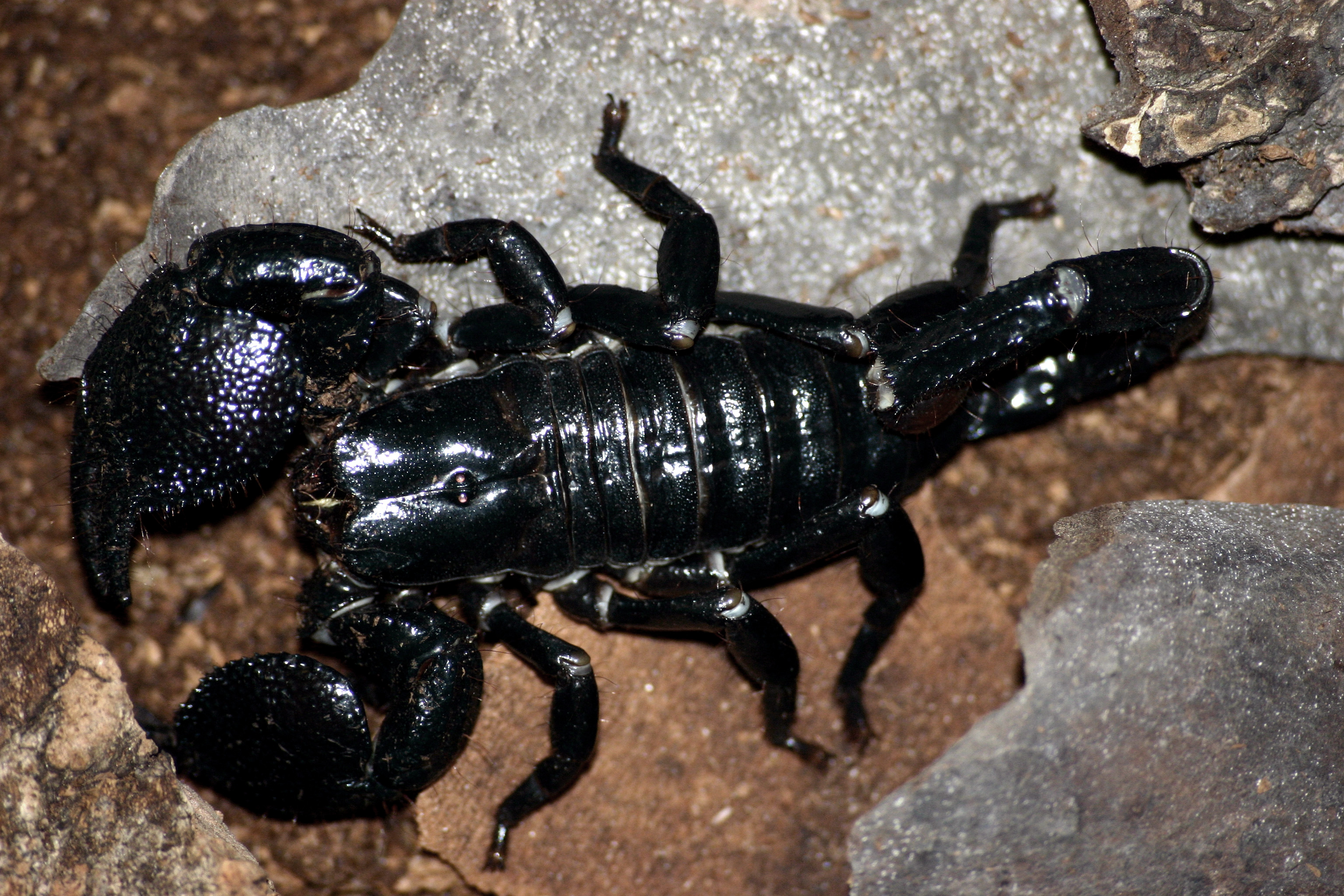
Skorpion cesarski z rodziny Scorpionidae

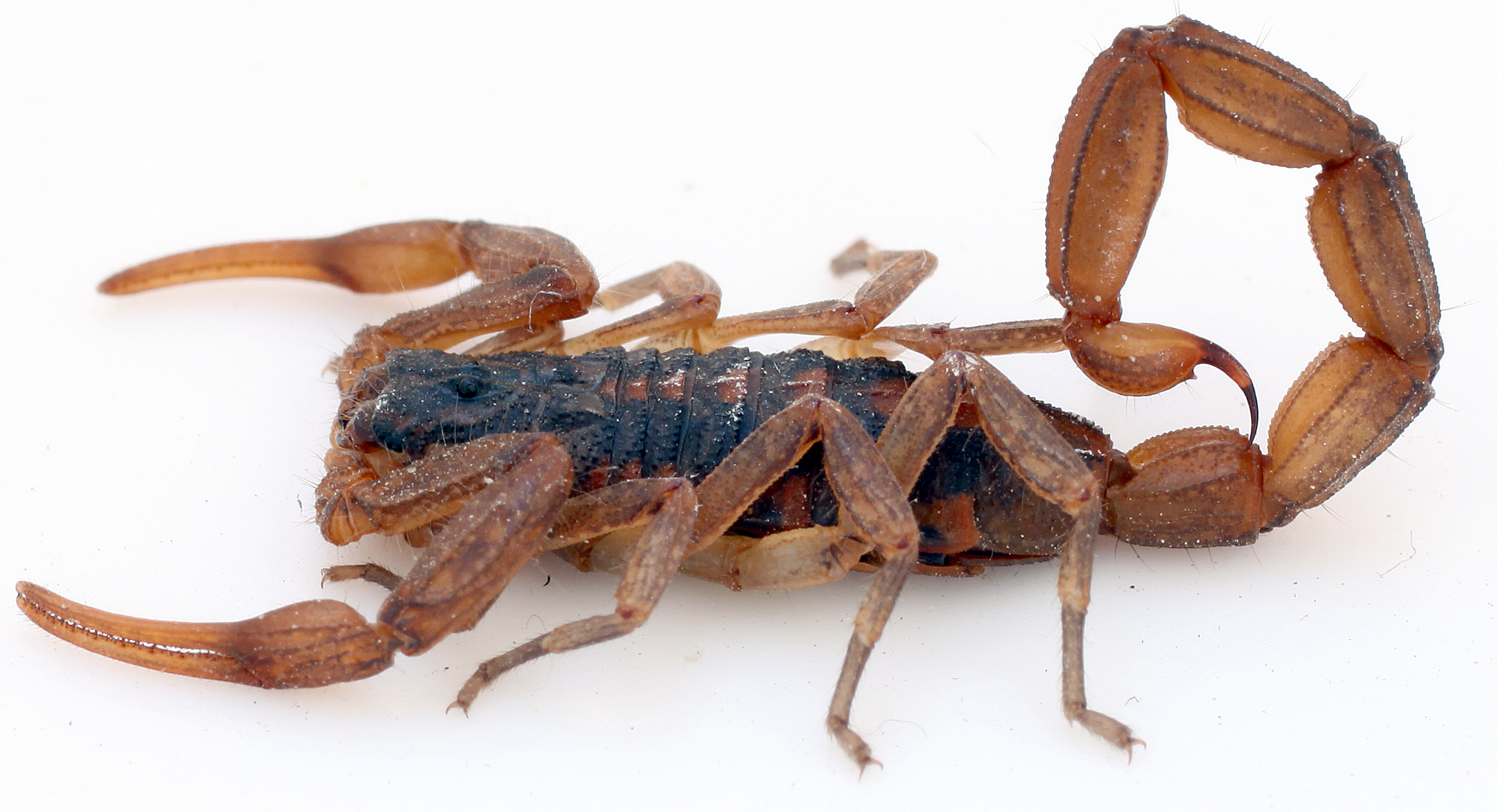
Centruroides vittatus z rodziny Buthidae

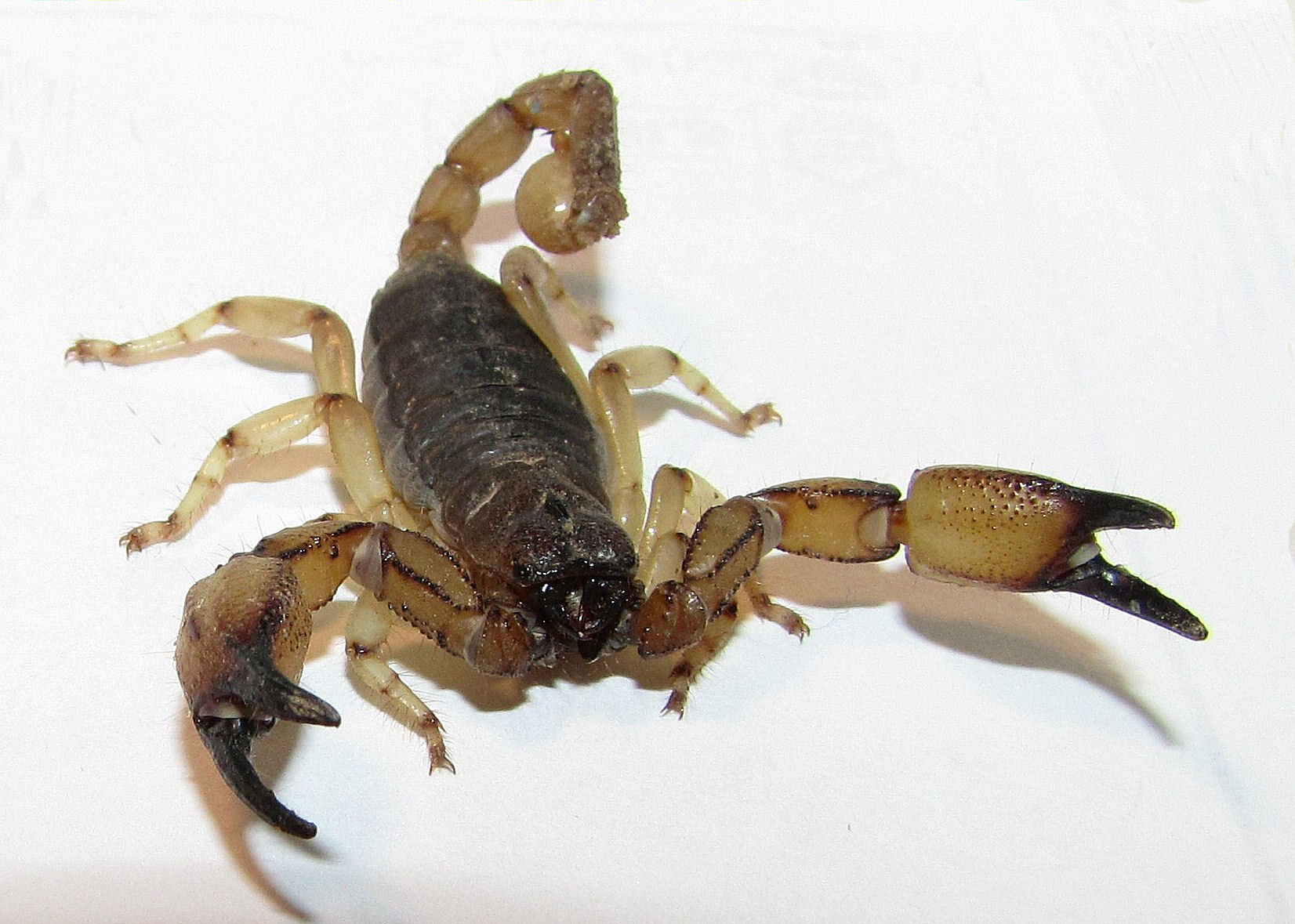
Anuroctonus pococki z rodziny Chactidae

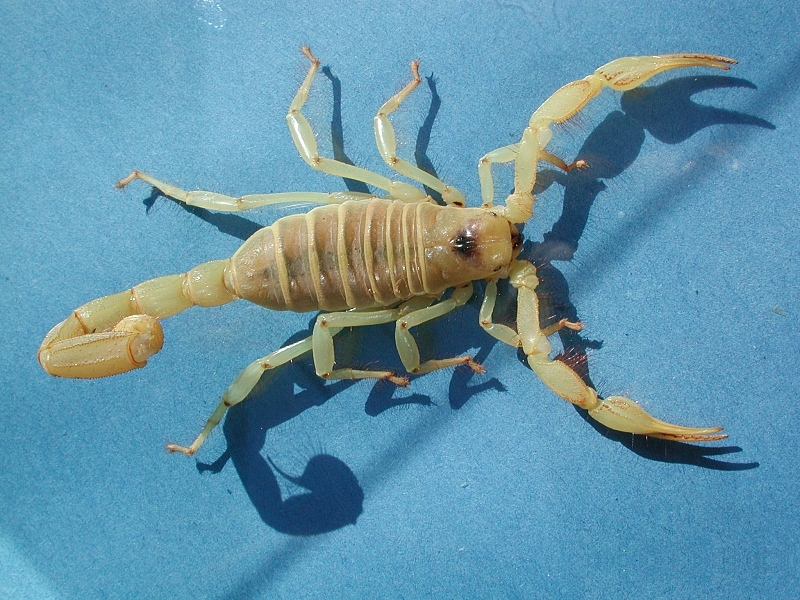
Hadrurus arizonensis z rodziny Caraboctonidae

Do 2011 opisano około 2070 gatunków skorpionów z około 240 rodzajów. Jako pierwszy analizy kladystycznej wyższych rangą taksonów skorpionów dokonał w 1989 roku Stockwell w swojej rozprawie doktorskiej, która nie została jednak opublikowana. Szczegółową analizę filogenetyczną Orthosternina, jedynego współczesnego infrarzędu, opublikowali w 2003 roku Soleglad i Fet, proponując nową klasyfikację tej grupy. Klasyfikacja ta była później modyfikowana na podstawie kolejnych analiz. W 2005 Prendini i Wheeler skrytykowali pracę Soleglada i Feta i wprowadzili liczne zmiany w systematyce, jednak bez przeprowadzania własnych badań. Krok ten jeszcze w tym samym roku skrytykowali Fet i Soleglad, przywracając poprzedni układ. W 2011 ukazało się specjalne wydanie „Zootaxa” poświęcone bioróżnorodności zwierząt, w którym autorem rozdziału o skorpionach został Prendini. Oparł on klasyfikację grup wymarłych na pracy Feta i innych z 2000, a Orthosternina na wspomnianej pracy jego i Wheelera.
Systematyka skorpionów według Prendiniego (2011):
- podrząd: †Branchioscorpionina(inne języki)
  - infrarząd: †Bilobosternina(inne języki)
    - nadrodzina: †Branchioscorpionoidea(inne języki)

  - infrarząd: †Holosternina(inne języki)
    - nadrodzina: †Acanthoscorpionoidea(inne języki)
    - nadrodzina: †Allopalaeophonoidea(inne języki)
    - nadrodzina: †Archaeoctonoidea(inne języki)
    - nadrodzina: †Eoctonoidea(inne języki)
    - nadrodzina: †Gigantoscorpionoidea(inne języki)
    - nadrodzina: †Mesophonoidea(inne języki)
    - nadrodzina: †Palaeoscorpioidea(inne języki)
    - nadrodzina: †Spongiophonoidea(inne języki)
    - nadrodzina: †Stoermeroscorpionoidea(inne języki)

  - infrarząd: †Lobosternina(inne języki)
    - nadrodzina: †Isobuthoidea(inne języki)
    - nadrodzina: †Loboarchaeoctonoidea(inne języki)
    - nadrodzina: †Palaeophonoidea(inne języki)
    - nadrodzina: †Paraisobuthoidea(inne języki)
    - nadrodzina: †Pseudobuthiscorpioidea(inne języki)

  - infrarząd: †Meristosternina(inne języki)
    - nadrodzina: †Cyclophthalmoidea(inne języki)
    - nadrodzina: †Palaeobuthoidea(inne języki)
    - nadrodzina: †Tiphoscorpionoidea(inne języki)
- podrząd: Neoscorpionina(inne języki)
  - infrarząd: Orthosternina(inne języki)
    - rodziny: Akravidae(inne języki), †Archaeobuthidae, Bothriuridae, Buthidae, Chactidae, Chaerilidae(inne języki), †Chaerilobuthidae(inne języki), Diplocentridae, Euscorpiidae, Hemiscorpiidae, Heteroscorpionidae(inne języki), Hormuridae(inne języki), Iuridae, †Palaeoeuscorpiidae(inne języki), †Palaeopisthacanthidae(inne języki), Pseudochactidae(inne języki), Scorpionidae, Scorpiopidae, Superstitioniidae, Troglotayosicidae(inne języki), Typhlochactidae(inne języki), Urodacidae(inne języki), Vaejovidae

Systematyka Orthosterni według Feta i Soleglada (2005):
- infrarząd: Orthosterni(inne języki)
  - parvordo: Chaerilida(inne języki)
    - nadrodzina: Chaeriloidea(inne języki)
      - rodzina: Chaerilidae(inne języki)

  - parvordo: Iurida(inne języki)
    - nadrodzina: Chactoidea(inne języki)
      - rodziny: Chactidae, Euscorpiidae, Superstitioniidae, Vaejovidae

    - nadrodzina: Iuroidea(inne języki)
      - rodziny: Caraboctonidae(inne języki), Iuridae

    - nadrodzina: Scorpionoidea(inne języki)
      - rodziny: Bothriuridae, Hemiscorpiidae, †Protoischnuridae(inne języki), Scorpionidae

    - nadrodzina: incertae sedis
      - rodzina: †Palaeoeuscorpiidae(inne języki)

  - parvordo: incertae sedis
    - rodziny:  †Archaeobuthidae, †Palaeopisthacanthidae(inne języki), †Protobuthidae(inne języki)

Systematyka skorpionów według BioLib.cz (2016):
- podrząd: Neoscorpionina(inne języki)
  - infrarząd: Orthosterni(inne języki)
    - nadrodzina: Bothriuroidea
      - rodzina: Bothriuridae

    - nadrodzina: Buthoidea(inne języki)
      - rodziny: Buthidae, Microcharmidae

    - nadrodzina: †Centromachoidea
      - rodzina: †Centromachidae(inne języki)

    - nadrodzina: Chactoidea(inne języki)
      - rodziny: Chactidae, Euscorpiidae, Scorpiopidae, Superstitioniidae, Troglotayosicidae(inne języki)

    - nadrodzina: Chaeriloidea(inne języki)
      - rodziny: Chaerilidae(inne języki), Pseudochactidae(inne języki)

    - nadrodzina: Scorpionoidea(inne języki)
      - rodziny: Diplocentridae, Hadogenidae(inne języki), Hemiscorpiidae, Heteroscorpionidae(inne języki), Liochelidae(inne języki), Lisposomidae(inne języki), Scorpionidae, Urodacidae(inne języki)

    - nadrodzina: Vaejovoidea(inne języki)
      - rodziny: Iuridae, Vaejovidae

    - nadrodzina: incertae sedis
      - rodzina: †Palaeopisthacanthidae(inne języki)

  - infrarząd: †Palaeosterni
- podrząd: †Mesoscorpionina
- podrząd: †Branchioscorpionina(inne języki)
  - infrarząd: †Bilobosternina(inne języki)
    - nadrodzina: †Branchioscorpionoidea(inne języki)

  - infrarząd: †Holosternina(inne języki)
    - nadrodzina: †Acanthoscorpionoidea(inne języki)
    - nadrodzina: †Allopalaeophonoidea(inne języki)
    - nadrodzina: †Archaeoctonoidea(inne języki)
    - nadrodzina: †Eoctonoidea(inne języki)
    - nadrodzina: †Gigantoscorpionoidea(inne języki)
    - nadrodzina: †Mesophonoidea(inne języki)
    - nadrodzina: †Palaeoscorpioidea(inne języki)
    - nadrodzina: †Spongiophonoidea(inne języki)
    - nadrodzina: †Stoermeroscorpionoidea(inne języki)

  - infrarząd: †Lobosternina(inne języki)
    - nadrodzina: †Isobuthoidea(inne języki)

  - infrarząd: †Mesosternina
    - nadrodzina: †Cyclophthalmoidea(inne języki)
    - nadrodzina: †Palaeobuthoidea(inne języki)
- podrząd: incertae sedis
  - rodzaj: Acanthoscorpio(inne języki)

## Skorpiony w kulturze
W krajach północnoafrykańskich, gdzie skorpiony są dość powszechne, mieszkańcy zabezpieczają swoje domy przed tymi zwierzętami układając dookoła domu krąg z gładkich płytek. Skorpiony nie potrafią bowiem pokonywać gładkich pionowych powierzchni.